# Lucius Caedicius
Lucius Caedicius, né vers l’an 40 avant Jésus-Christ et mort après l’an 9 de notre ère, est un officier romain connu pour sa lutte héroïque contre les Germains après la bataille de Teutoburg.

## Biographie
Officier chevronné, ainsi qu’en atteste son grade de centurion primipile (centurion de rang le plus élevé d'une légion romaine), Caedicius exerçait la fonction supérieure de préfet du camp dans l’armée romaine en Germanie.
Commandant du fort romain d’Aliso (aujourd’hui Haltern am See) sur la Lippe, il anime en l’an 9 la résistance énergique des cohortes de sa garnison assaillie par les Germains d’Arminius après la destruction des légions de Varus. En dépit de leur situation de forte infériorité numérique, les hommes de Caedicius sont, grâce à une défense brillante due notamment à l’adresse des archers, la seule troupe romaine de Germanie à ne pas être balayée après le désastre de la forêt de Teutoburg. Les ressources d’Aliso étant épuisées après plusieurs jours de siège, Caedicius organise une opération d’évacuation qui, conduite avec une habile audace, réussit à percer les lignes ennemies et à rallier l'armée de secours commandée par Lucius Nonius Asprenas, le propre neveu de Varus.

## Sources documentaires
Les sources antiques subsistantes citant cet épisode des guerres de Germanie sont en nombre restreint. La plus détaillée est l’Histoire romaine de Velleius Paterculus (Livre II, Chapitre CXX). Caedicius est également mentionné dans les Stratagèmes de Frontin (IV, 7.8 ; II, 9.4 et III, 15.4). 
Velleius Paterculus rapporte notamment qu’« il faut louer aussi le courage du préfet du camp, Lucius Caedicius et celui des soldats que d’immenses troupes de Germains cernèrent et assiégèrent avec lui à Alison. Ils surmontèrent toutes les difficultés que le manque de tout et la puissance des ennemis rendaient intolérables et insurmontables et, évitant à la fois toute résolution téméraire et toute lâche prévoyance, ils guettèrent l’occasion favorable et s’ouvrirent par le fer le chemin du retour ».